# Сливнишки герой (стадион)
Стадион „Сливнишки герой“ е спортно съоръжение, разположено в западната част на град Сливница.

## История
Стадионът е построен в периода 1964 – 1965 година, за нуждите на физкултурното дружество ФК Сливнишки герой (Сливница).
С годините възникват проблеми с материалната база, което води до основен ремонт на стадиона през 1984 – 1985 година. Реконструкцията е направена от Министерство на отбраната по случай 100 години от Сръбско-българската война и за насроченото през 1985 година въвеждане в чин на всички випускници от военните училища в страната, което се извършва в Сливница. Реконструкцията включва изцяло нови сектори и 100% покриване с индивидуални седалки, което прави стадиона един от първите в България от този вид.
През следващите 25 години базата е напълно изоставена до 2011 година, когато благодарение на главния мениджър на Сливнишки герой Венцислав Рангелов са излети два нови сектора, заменени са 2450 седалки и е изграден сектор за гости.
През 2012 година е изградена нова модерна сграда, разположена на площ от 400 m². Сградата има ултрамодерни съблекални за домакини и гости, стаи на председателя на УС, на главния мениджър, на треньорите домакини и гости, лекарски кабинет, две бани с по 10 душа и 2 с по 3 душа, зала за пресконференции, фитнес, съдийска стая, склад за екипировка, стая за парното отопление и перално, както и 8 тоалетни. Има изградена вентилационна система и система за видеонаблюдение. От март 2012 година отборът приема мачовете от пролетния дял на Западната „Б“ ПФГ на собственият си стадион. 

## Зала Арена Сливница
През есента на 2012 година Община Сливница спечелва проект за европейско финансиране на мултифункционална спортна зала, която е изградена в периода 2013 – 2015 г. в рамките на съоръжението. В залата играят отборите на ХК Сливница и ВК Сливнишки герой, местният клуб по художествена гимнастика и таекуондо.

## Басейн
Има изграден открит плувен басейн с 6 коридора, който към 2012 година е разрушен. От 2021 година се строят два (открит и закрит) басейна, до местната болница, които ще бъдат завършени и въведени в експлоатация през 2023 година.